# Canton d'Aulnay
Le canton d'Aulnay est une ancienne division administrative française située dans le département de la Charente-Maritime et la région Poitou-Charentes.
C'était le canton le plus étendu de la Charente-Maritime mais le moins densément peuplé du département.

## Géographie
(juin 2015).
Ce canton, situé dans l'arrondissement de Saint-Jean-d'Angély, a un chef-lieu de canton qui occupe une position excentrée par rapport au reste de son canton. Cette situation géographique s'explique pour des raisons historiques où, en 1790, le canton d'Aulnay n'occupait que la partie occidentale de l'actuelle division administrative, l'autre partie relevant de l'ancien canton de Néré.

### Le plus grand canton de Charente-Maritime
Ce canton qui est le plus étendu de toute la Charente-Maritime et qui possède le point culminant du département possède des limites administratives avec le département des Deux-Sèvres dans sa bordure nord-orientale, confinant avec l'arrondissement de Niort, et avec celui de la Charente, à l'est, jouxtant l'arrondissement de Confolens.
Au sud, il est limité par le canton de Matha, à l'est par celui de Loulay et au sud-est par celui de Saint-Jean-d'Angély, ces trois derniers faisant partie de l'arrondissement de Saint-Jean-d'Angély, situé en Charente-Maritime.
Par son étendue, il occupe presque le tiers de la superficie de l'arrondissement de Saint-Jean-d'Angély mais, par sa population, il en occupe un peu plus du dixième.

### Le cadre physique
Son altitude varie de 21 m, correspondant à la vallée de la Boutonne dans la commune de Nuaillé-sur-Boutonne, à 173 m, qui correspond au point culminant de la Charente-Maritime, colline de la commune de Contré au nord-est du canton. L'altimétrie moyenne du canton est de 76 m, ce qui en fait la plus élevée de tout le département.
Il est arrosé dans sa partie occidentale par la Boutonne, principal affluent de rive droite de la Charente, qui entre dans le canton par une vallée faiblement encaissée dans la commune de Dampierre-sur-Boutonne sur les rives de laquelle un joli château Renaissance y a été édifié.
La Brédoire, la Saudrenne et le Padôme sont trois modestes ruisseaux, tous affluents de la rive gauche de la Boutonne, et qui naissent dans ce canton, dont les deux premiers traversent la commune d'Aulnay-de-Saintonge.
La rivière Nie, qui est un affluent de rive gauche de la Boutonne, naît dans le bourg de Néré et arrose plusieurs communes dans le canton prenant une direction nord-est/sud-ouest.
Tout à l'est du canton est le lieu de source de l'Antenne dans la commune de Fontaine-Chalendray. Cette petite rivière est un affluent de rive droite de la Charente.
Le canton d'Aulnay occupe dans sa majeure partie le site sud-ouest du Seuil du Poitou, ce dernier étant bordé par les massifs forestiers de Chizé, Aulnay et de Chef-Boutonne qui sont aujourd'hui les reliques de l'antique Forêt d'Argenson. C'est ce qui explique l'altimétrie plus élevée de ce canton par rapport au reste du département de la Charente-Maritime qui est, avant tout, un département littoral comme l'indique d'ailleurs son nom. Aucune commune de ce département n'est distante de plus de 80 km de l'océan.

## Histoire
- Une partie du canton actuel appartenait à l'ancienne province du Poitou, cette portion du Poitou a été détachée pour constituer partiellement le canton d'Aulnay[3]. En effet, Aulnay occupait le siège d'une vicomté qui était située dans le Poitou et qui, avec les baronnies de Chizé et de Melle, relevaient de la justice royale de Civray et, ce, jusqu'aux évènements de la Révolution de 1789[4].
- Lors de la création du département de la Charente-Inférieure à la Constituante en 1790, le canton d'Aulnay occupait la partie occidentale du canton actuel, l'autre partie étant constituée par le canton de Néré.
- C'est lors de la refonte administrative voulue par Napoléon-Bonaparte que l'ancien canton de Néré a été annexé à celui d'Aulnay en 1800. Le canton de Beauvais-sur-Matha est en même temps intégré au canton de Matha à l'exception de la commune de Chives qui est alors rattachée au canton d'Aulnay. Tout ceci explique la position excentrée du chef-lieu de canton par rapport au reste du canton.
- Aucune limite territoriale du canton n'a changé depuis la réforme entreprise pendant le Consulat.
- De 1833 à 1848, les cantons d'Aulnay et de Loulay avaient le même conseiller général. Le nombre de conseillers généraux était limité à 30 par département.
- Quant aux mouvements des limites communales, la commune de Salles-lès-Aulnay a fusionné avec la commune d'Aulnay-de-Saintonge en 1973 alors que la commune de Saint-Coutant-le-Petit a fusionné avec la commune de Villemorin en 1827.

## Représentation

### Conseillers d'arrondissement (de 1833 à 1940)
| Période                                  | Période          | Identité                         | Étiquette   | Qualité |
| ---------------------------------------- | ---------------- | -------------------------------- | ----------- | --- |
| 1833                                     | 1848             | François Augustin Casimir Guérin |             | Juge de paix à Aulnay                                                                                       |
|                                          |                  |                                  |             | |
| 1883                                     | 1888 (démission) | Ernest Marchand                  | Républicain | Docteur en médecine à Aulnay                                                                                |
| 1888                                     |                  | M. Chaigneau                     |             | Conseiller municipal d'Aulnay                                                                               |
|                                          |                  |                                  |             | |
| 1895                                     |                  | Nestor Michaud                   | Républicain | Maire de La Villedieu                                                                                       |
|                                          |                  |                                  |             | |
| 1919                                     | 1920 (décès)     | Alcide Borde                     |             | Conseiller municipal d'Aulnay                                                                               |
| 1920                                     | 1925             | Roger Chapeaud                   | Radical     | Médecin, maire d'Aulnay                                                                                     |
| 1925                                     | 1934             | Félix Blondeau                   | SFIO        | Marchand de bois, maitre charpentier à Aulnay                                                               |
| 1934                                     | 1940             | Frédéric Béchet                  | Radical     | Commerçant, maire de Saint-Georges-de-Longuepierre                                                          |
| 1940                                     |                  |                                  |             | Les conseils d'arrondissement ont été suspendus par la loi du 12 octobre 1940 et n'ont jamais été réactivés |
| Les données manquantes sont à compléter. |                  |                                  |             | |

### Conseillers généraux de 1833 à 2015
| Période      | Période               | Identité                                               | Étiquette     | Qualité |
| ------------ | --------------------- | ------------------------------------------------------ | ------------- | --- |
| 1833         | 1852                  | Henri Emmanuel Nestor Perthuis de La Salle (1798-1872) |               | Propriétaire, maire d'Aunay                                                                                   |
| 1852         | 1861                  | Gabriel Stanislas Lacour père                          |               | Avocat puis magistrat, Aulnay                                                                                 |
| 1861         | 1870                  | Isaac Louis Victor Monnier                             |               | Suppléant puis juge de paix à Aunay                                                                           |
| 1870         | 1871                  | Edmond Bourcy                                          |               | Juge au Tribunal civil de la Seine Propriétaire à Néré                                                        |
| 1871         | 1877                  | Gabriel Lacour (fils)                                  |               | Juge au Tribunal civil de Saintes                                                                             |
| 1877         | 1883                  | Amédée Sébilleau (1832-1910)                           | Droite        | Avoué à Saint-Jean-d'Angély                                                                                   |
| 1883         | 1888 (démission)      | Sixte Normand-Dufié                                    | Républicain   | Médecin-major, Saint-Jean-d'Angély                                                                            |
| 1888         | 1911 (décès)          | Ernest Marchand                                        | Républicain   | Docteur en médecine, conseiller municipal d'Aulnay, conseiller d'arrondissement                               |
| 1912         | 1913                  | René Soubourou                                         | Républicain   | Maire d'Aulnay                                                                                                |
| 1913         | 1925                  | Henri Michel                                           | Rad.          | Médecin aide-major de seconde classe, maire de Néré                                                           |
| 1925         | 1940                  | Roger Chapeaud                                         | Rad.          | Médecin - Maire d'Aulnay (1920-1929), conseiller d'arrondissement                                             |
|              |                       |                                                        |               | |
| 1945         | 1951                  | Henri Guérinaud                                        | SFIO puis USR | Maire de Chives                                                                                               |
| 1951         | 1964                  | Roger Chapeaud                                         | RGR           | Maire d'Aulnay (1933-1967)                                                                                    |
| 1964         | 1976                  | Pierre Chapeaud (1920-2013, fils du précédent)         | DVD           | Médecin Maire d'Aulnay de 1967 à 1989                                                                         |
| 1976         | décembre 1992 (décès) | Paul Baron                                             | PS            | Président de coopérative agricole Maire de Chives                                                             |
| janvier 1993 | mars 2008             | Bernadette Guillard                                    | UDF           | Cultivatrice Maire d'Aulnay de 1989 à 2001                                                                    |
| mars 2008    | 2015                  | Jean-Mary Boisnier                                     | DVD puis UDI  | Maire du Gicq depuis 2001 - Commerçant Président de la Communauté de communes du canton d'Aulnay-de-Saintonge |

## Composition
Le canton d'Aulnay regroupait vingt-quatre communes et comptait 6 590 habitants (recensement de 2006 sans doubles comptes).
| Communes                      | Population (2012) | Code postal | Code Insee |
| ----------------------------- | ----------------- | ----------- | ---------- |
| Aulnay                        | 1 467             | 17470       | 17024      |
| Blanzay-sur-Boutonne          | 92                | 17470       | 17049      |
| Cherbonnières                 | 340               | 17470       | 17101      |
| Chives                        | 371               | 17510       | 17105      |
| Contré                        | 148               | 17470       | 17117      |
| Dampierre-sur-Boutonne        | 297               | 17470       | 17138      |
| Les Éduts                     | 66                | 17510       | 17149      |
| Fontaine-Chalendray           | 246               | 17510       | 17162      |
| Le Gicq                       | 113               | 17160       | 17177      |
| Loiré-sur-Nie                 | 286               | 17470       | 17206      |
| Néré                          | 735               | 17510       | 17257      |
| Nuaillé-sur-Boutonne          | 190               | 17470       | 17268      |
| Paillé                        | 340               | 17470       | 17271      |
| Romazières                    | 68                | 17510       | 17301      |
| Saint-Georges-de-Longuepierre | 223               | 17470       | 17334      |
| Saint-Mandé-sur-Brédoire      | 318               | 17470       | 17358      |
| Saint-Martin-de-Juillers      | 157               | 17400       | 17367      |
| Saint-Pierre-de-Juillers      | 385               | 17400       | 17383      |
| Saleignes                     | 68                | 17510       | 17416      |
| Seigné                        | 102               | 17510       | 17422      |
| La Villedieu                  | 232               | 17470       | 17471      |
| Villemorin                    | 128               | 17470       | 17473      |
| Villiers-Couture              | 156               | 17510       | 17477      |
| Vinax                         | 62                | 17510       | 17478      |

## Démographie

### Tableau de l'évolution démographique
| 1962  | 1968  | 1975  | 1982  | 1990  | 1999  | 2006  | 2011  | 2012  |
| ----- | ----- | ----- | ----- | ----- | ----- | ----- | ----- | ----- |
| 9 407 | 8 635 | 8 039 | 7 466 | 6 984 | 6 759 | 6 590 | 6 493 | 6 477 |

### Un canton fortement affecté par l'exode rural
C'est l'unique canton de la Charente-Maritime à perdre continuellement de la population depuis le recensement de 1962. La chute démographique sévère est de - 2 848 habitants en 45 ans, ce qui est considérable. Ceci représente pratiquement 1 habitant sur 3 en moins (- 30,3 % entre 1962 et 2007).
Cette situation résulte de fort longues décennies d'exode rural qui a frappé le canton bien avant l'année 1962, puisqu'au lendemain de la Seconde Guerre mondiale, le canton recensait 9 809 habitants (1946), puis 9 568 habitants en 1954. Cette "hémorragie" démographique que, rien ne semble pouvoir arrêter, a vidé progressivement nombre de villages de ses habitants au point que la densité de population du canton est devenue la plus faible de la Charente-Maritime.
La densité de population est en effet quatre fois moins élevée que celle de la Charente-Maritime (20 hab/km2 contre 88 hab/km2 en 2007) mais le canton d'Aulnay accumule d'autres records départementaux de faiblesse démographique.
Ainsi le canton enregistre-t-il  cinq communes de moins de 100 habitants sur les 24 qui le composent et 7 dont la population est comprise entre 100 et moins de 200 habitants. Le canton compte par ailleurs 4 communes de moins de 10 hab/km2 sur les cinq que compte la Charente-Maritime et il ne possède aucune commune de plus de 50 hab/km2.
Aucun pôle urbain n'est présent dans le canton qui ne compte d'ailleurs pas de commune de plus de 2 000 habitants. Seul, le chef-lieu de canton, Aulnay, recense plus de 1 000 habitants, mais il est fortement excentré par rapport au reste de son canton et y exerce une influence très limitée.
Ce canton présente dans son ensemble un grand nombre de caractéristiques propres à la diagonale du vide qui affecte la France des Ardennes jusqu'au Limousin et au nord des régions Aquitaine et Midi-Pyrénées. Cette Diagonale du vide touche le centre-est de la région Poitou-Charentes - dont le Confolentais et le Ruffécois, micro-régions situées dans le nord du département de la Charente - et se prolonge jusque dans le canton d'Aulnay.

### Des signes préoccupants de la démographie du canton
Ces mauvais chiffres sont autant de signes préoccupants de la situation démographique qui affecte l'ensemble du canton d'Aulnay et dont les conséquences sociales et socio-économiques sont devenues véritablement alarmantes (fermetures d'écoles, sous-équipement administratif, sous-équipement médical, vieillissement accéléré de la population).
Ce canton présente toutes les caractéristiques démographiques de la "Diagonale du vide", espace géographique de la France qui s'étend de la Meuse jusqu'au sud du Massif central (Lozère) et sa partie occidentale (Creuse) se caractérisant notamment par une faible densité de population, une baisse régulière de la population, un vieillissement démographique accéléré, un solde migratoire négatif, un taux d'urbanisation très faible bien souvent inférieur à 30 %.
Ainsi, le canton d'Aulnay-de-Saintonge prolonge-t-il l'extrémité occidentale de cette "Diagonale du vide" de la France dont une "branche" part depuis le Limousin en direction de l'ouest, passant par les cantons du Confolentais et du Ruffeccois, situés dans le nord du département de la Charente.